# (52337) Compton
(52337) Compton – planetoida z grupy pasa głównego planetoid okrążająca Słońce w ciągu 3 lat i 253 dni w średniej odległości 2,39 j.a. Została odkryta 2 września 1992 roku w Obserwatorium Karla Schwarzschilda w Tautenburgu przez Freimuta Börngena i Lutza Schmadela. Nazwa planetoidy pochodzi od Arthura Comptona (1892–1962), amerykańskiego fizyka, laureata nagrody Nobla. Przed jej nadaniem planetoida nosiła oznaczenie tymczasowe (52337) 1992 RS.